# Diadelia spinipennis
Diadelia spinipennis är en skalbaggsart som beskrevs av Stefan von Breuning 1960. Diadelia spinipennis ingår i släktet Diadelia och familjen långhorningar. Inga underarter finns listade i Catalogue of Life.